# HD 198208
HD 198208 è una stella gigante arancione di magnitudine 6,22 situata nella costellazione del Capricorno. Dista 1125 anni luce dal sistema solare.

## Osservazione
Si tratta di una stella situata nell'emisfero celeste australe; grazie alla sua posizione non fortemente australe, può essere osservata dalla gran parte delle regioni della Terra, sebbene gli osservatori dell'emisfero sud siano più avvantaggiati. Nei pressi dell'Antartide appare circumpolare, mentre resta sempre invisibile solo in prossimità del circolo polare artico. Essendo di magnitudine pari a 6,2, non è osservabile ad occhio nudo; per poterla scorgere è sufficiente comunque anche un binocolo di piccole dimensioni, a patto di avere a disposizione un cielo buio.
Il periodo migliore per la sua osservazione nel cielo serale ricade nei mesi compresi fra fine giugno e novembre; da entrambi gli emisferi il periodo di visibilità rimane indicativamente lo stesso, grazie alla posizione della stella non lontana dall'equatore celeste.

## Caratteristiche fisiche
La stella è una gigante arancione; possiede una magnitudine assoluta di -1,47 e la sua velocità radiale positiva indica che la stella si sta allontanando dal sistema solare.

## Sistema stellare
HD 198208 è un sistema stellare formato da due componenti. La componente principale A è una stella di magnitudine 6,22. La componente B è di magnitudine 12,9, separata da 31,6 secondi d'arco da A e con angolo di posizione di 244 gradi.